# Comuna Sacoșu Turcesc, Timiș
Sacoșu Turcesc (germană Türkisch Sakosch, maghiară Törökszákos) este o comună în județul Timiș, Banat, România, formată din satele Berini, Icloda, Otvești, Sacoșu Turcesc (reședința), Stamora Română, Uliuc și Unip.

## Istorie
Prima atestare documentară a satului este din 1321. De-a lungul timpului localitatea a purtat mai multe denumiri, schimbate în funcție de evoluția politico-socială a Banatului:
- 1321 - Zekes
- 1717 - Fakosch
- 1723, 1725 - Sakosch
- 1828 - Török Szákos, Türkisch Sakosch
- 1851 - Török–Szákos [3]

Cuvântul turcesc din componența numelui localității nu indică, cum ar părea la prima vedere, etnia locuitorilor satului, ci suzeranitatea, cea otomană, sub care s-a aflat, la un moment dat, localitatea. Aceasta spre a-l deosebi de Sacoșu Mare, care s-a mai numit și Sacoșu Unguresc, pentru că se afla în partea din Banat alipită Transilvaniei pe vremea Pașalâcului Timișoara.
Mănăstirea franciscană de aici, întemeiată de regele Carol Robert de Anjou în anul 1366, a fost distrusă în timpul ocupației otomane.

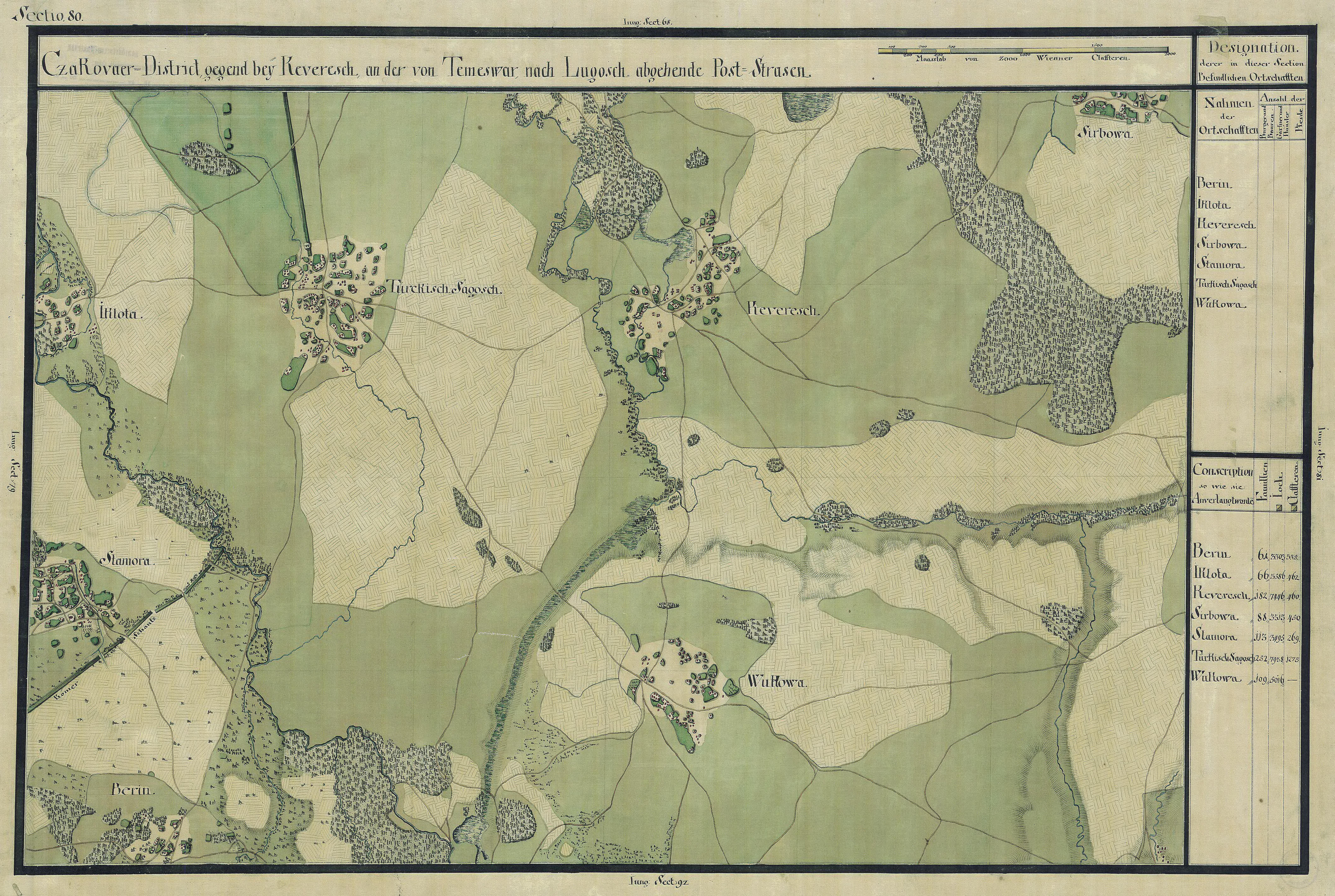
Sacoşu Turcesc în Harta Iosefină a Banatului, 1769-72

## Populația (evoluție istorică)
Evoluția populației în satul și respectiv comuna Sacoșu Turcesc:

## Demografie
Componența etnică a comunei Sacoșu Turcesc
     Români (75,24%)
     Romi (7,46%)
     Maghiari (4,81%)
     Alte etnii (0,32%)
     Necunoscută (12,18%)
Componența confesională a comunei Sacoșu Turcesc
     Ortodocși (74,5%)
     Romano-catolici (4,69%)
     Penticostali (2,18%)
     Baptiști (2,03%)
     Reformați (1,27%)
     Alte religii (1,98%)
     Necunoscută (13,35%)
Conform recensământului efectuat în 2021, populația comunei Sacoșu Turcesc se ridică la 3.392 de locuitori, în creștere față de recensământul anterior din 2011, când fuseseră înregistrați 3.307 locuitori. Majoritatea locuitorilor sunt români (75,24%), cu minorități de romi (7,46%) și maghiari (4,81%), iar pentru 12,18% nu se cunoaște apartenența etnică. Din punct de vedere confesional, majoritatea locuitorilor sunt ortodocși (74,5%), cu minorități de romano-catolici (4,69%), penticostali (2,18%), baptiști (2,03%) și reformați (1,27%), iar pentru 13,35% nu se cunoaște apartenența confesională.

## Politică și administrație
Comuna Sacoșu Turcesc este administrată de un primar și un consiliu local compus din 13 consilieri. Primarul, Iulian-Petru Brocia[*], de la Partidul Social Democrat, este în funcție din 1 noiembrie 2024. Începând cu alegerile locale din 2024, consiliul local are următoarea componență pe partide politice:
|  | Partid                          | Consilieri | Componența Consiliului | Componența Consiliului | Componența Consiliului | Componența Consiliului | Componența Consiliului | Componența Consiliului | Componența Consiliului |
|  | ------------------------------- | ---------- | ---------------------- | ---------------------- | ---------------------- | ---------------------- | ---------------------- | ---------------------- | ---------------------- |
|  | Partidul Social Democrat        | 7          |                        |                        |                        |                        |                        |                        |                        |
|  | Alianța Electorală Pnl - Pusl   | 3          |                        |                        |                        |                        |                        |                        |                        |
|  | Alianța pentru Unirea Românilor | 2          |                        |                        |                        |                        |                        |                        |                        |
|  | Alianța Dreapta Unită           | 1          |                        |                        |                        |                        |                        |                        |                        |